# Janko Kušar
Janko Kušar, slovenski politolog in politik, * 21. avgust 1929, † 9. oktober 2014.
Med letoma 1986 in 1990 je bil republiški sekretar za obrambo in med letoma 1997 in 2000 je bil minister brez resorja, odgovoren za koordinacijo delovnih teles s področja socialnega varstva. Med letoma 1999 in 2002 je bil predsednik Demokratične stranke upokojencev Slovenije.